# Bolsulu
Bolsulu är en ort i Azerbajdzjan.   Den ligger i distriktet Bejläqan, i den centrala delen av landet, 210 km väster om huvudstaden Baku. Bolsulu ligger 57 meter över havet och antalet invånare är 1 591.
Terrängen runt Bolsulu är platt. Närmaste större samhälle är Beylagan, 4,5 km sydost om Bolsulu.
Trakten runt Bolsulu består till största delen av jordbruksmark. Runt Bolsulu är det ganska tätbefolkat, med 70 invånare per kvadratkilometer.